# Koksownia Częstochowa Nowa

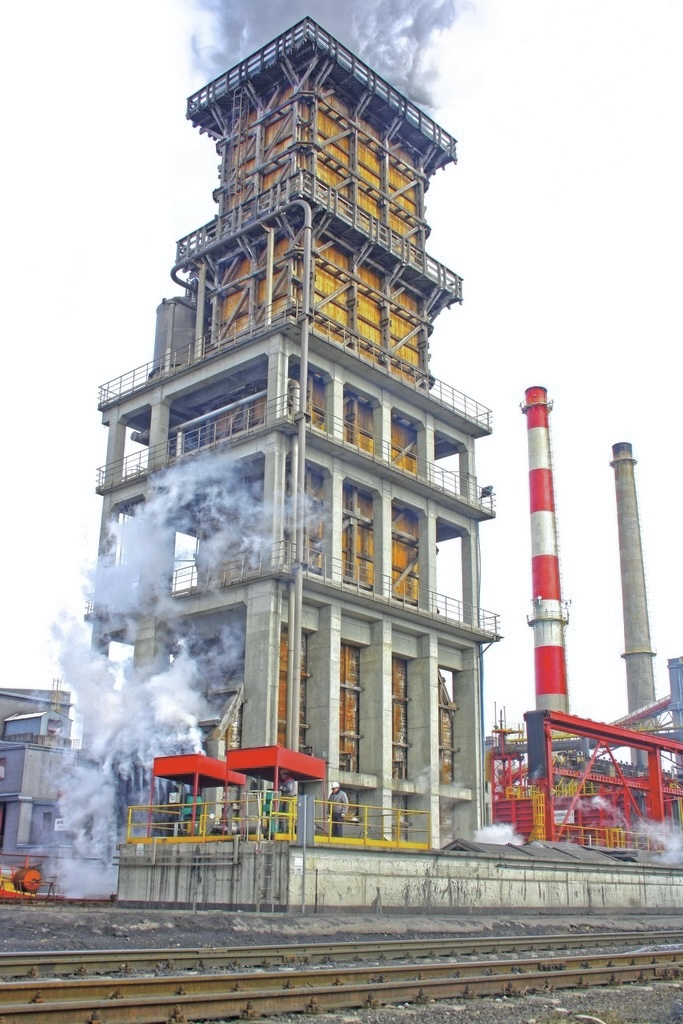
Wieża gaszenia koksu nr 1 będąca obiektem towarzyszącym nowoczesnej baterii koksowniczej nr 1.

Koksownia Częstochowa Nowa (skrót: KCN) – duży zakład przemysłowy, koksownia oraz spółka zajmująca się produkcją koksu i węglopochodnych, powstała w wyniku restrukturyzacji ISD Huta Częstochowa. Jako osobny podmiot Spółka funkcjonuje od 1 stycznia 2008 r. Spółka powstała na bazie majątku Zakładu Koksownia i zatrudnia około 300 pracowników. KCN nie należy już do Grupy ISD, ponieważ 30.04.2009 r. ISD Huta Częstochowa sprzedała 100% udziałów w KCN Spółce ZARMEN z Chorzowa. Siedzibą zakładu jest Częstochowa.

## Produkcja
Koksownia na tym terenie ma długie tradycje. Pierwsze baterie (bateria nr 1 i nr 2) zostały uruchomione w 1960 r. Kolejne – nr 3 i nr 4 – w 1962 roku, nr 5 i nr 6 – w 1972 roku. Rekord produkcyjny z 1980 roku wynosi 2285562 ton koksu. Od 1997 roku w koksowni pracowały tylko dwie baterie: bateria nr 2 i nr 4, których łączna wydajność produkcyjna wynosiła 330 tys. Mg/rok. Obecnie pracują baterie nr 1 (nowa) i nr 2.
Głównym dostawcą węgla jest Jastrzębska Spółka Węglowa. Produkcja koksu skierowana jest przede wszystkim na rynki europejskie, natomiast gaz koksowniczy – głównie do ISD Huta Częstochowa.
Nowa bateria uruchomiona w 2017 r. produkuje 220 tys. ton rocznie koksu odlewniczego, co oznacza, że zdolności produkcyjne częstochowskiej koksowni, produkującej na poziomie około 500 tys. ton koksu rocznie, wzrosły po uruchomieniu kolejnej baterii do 700 tys. ton rocznie.

## Rozwój
Od 2010 do 2011 roku wybudowano baterię koksowniczą nr 1, która jest baterią systemu ubijanego z bocznym opalaniem. Projektowana wydajność nowej baterii wynosi 364 tys. Mg koksu na rok. Jest to I etap inwestycji. W II etapie planowane jest zaprojektowanie i wybudowanie drugiej, całkowicie nowej i nowoczesnej baterii. Stare baterie będą kolejno wyłączane z ruchu. Bateria nr 4 została ostatecznie wyłączona i zdemontowana na przełomie 2011/2012 roku. Wraz z baterią nr 1 zostały wybudowane również: wieża gaśnicza, wsadnica, wóz stropowy, wóz przelotowy, wóz gaśniczy. Wszystkie te budowle i urządzenia zaprojektowane były z wykorzystaniem światowych rozwiązań z zakresu ochrony środowiska. Nowe urządzenia odpylające w sposób zdecydowany ograniczą emisję zanieczyszczeń do atmosfery. Bateria koksownicza, obiekty towarzyszące oraz wszystkie niezbędne maszyny i urządzenia technologiczne wyposażono w Najlepsze Dostępne Techniki (BAT). Nowa bateria koksownicza jest nowoczesna i przyjazna dla środowiska.
Łączne nakłady inwestycyjne na modernizację Koksowni zaplanowano na ponad pół mld złotych w ciągu 4 lat. Dziś wiadomo, że plany te zostaną zrealizowane nieco później, do 2015 roku, ale zostaną poszerzone. W ramach tego programu modernizacyjnego w sierpniu 2008 roku uruchomiono już biologiczną oczyszczalnię ścieków. Po skończonej modernizacji zakład będzie produkował ponad milion ton koksu, spełniając wszystkie normy ochrony środowiska.
Inwestycje w Koksowni były realizowane przez ISD Huta Częstochowa ponad obowiązkowym zakresem inwestycyjnym zawartym w Umowie Prywatyzacyjnej Huty Częstochowa. Z końcem kwietnia 2009 roku nowym właścicielem zakładu została firma ZARMEN. Nowy właściciel nie zamierza zaprzestać inwestycji w koksownię. Do 2015 roku Częstochowska koksownia ma ambitne plany rozwoju, ich efektem będzie pięciokrotne zwiększenie produkcji do poziomu około 1,3 mln ton koksu rocznie, w tym 300 tysięcy to koks odlewniczy, a pozostały milion to koks wielkopiecowy. W wyniku modernizacji oprócz budowy nowej baterii nr 1 powstanie także kolejna nowoczesna i ekologiczna bateria. Jej budowa będzie opierała się na współpracy z Ukraińskim Giprokoksem. Koksownia Częstochowa Nowa została partnerem przemysłowym projektu badawczego „Inteligentna koksownia spełniająca wymagania BAT”. Dzięki projektowi zakład będzie rozwijał się z zastosowaniem efektywnych i ekologicznych rozwiązań służących rozwojowi polskiego koksownictwa, opierając się o najnowocześniejsze technologie. W trzecim kwartale 2012 rozpoczęły się prace projektowe nad kolejną baterią. W dalszej kolejności planowana jest również modernizacja siedziby spółki. Właściciel zakładu, firma ZARMEN, planuje także budowę profesjonalnego składu koksu na terenach po byłych wielkich piecach i aglomerowni Huty „Częstochowa”.